# Alive (singel Jennifer Lopez)
Alive – piosenka znajdująca się na płycie Jennifer Lopez – J to tha L-O!: The Remixes wyprodukowanej przez rapera i producenta Ja Rule'a.

## Informacje
Piosenka została napisana przez Jennifer Lopez, jej wówczas męża Crisa Judda i Cory'ego Rooneya (producenta tej piosenki). Singel został napisany do filmu Enough, w którym Lopez wystąpiła. Jednak utwór nie został umieszczony na soundtracku filmu. 
W 2002 roku Lopez zdobyła za "Alive" nagrodę Billboard Latin Music Award w kategorii Best-Selling Latin Dance Single of the Year.

## Lista utworów
U.S. promo CD single
1. "Alive" (Remix) – 4:20
2. "Alive" (Album Version) – 4:40

U.S. promo CD-R single
1. "Alive" (Radio Remix) – 4:19
2. "Alive" (Album Version) – 4:40

U.S. promo CD-R single – Thunderpuss Remix
1. "Alive" (Thunderpuss Radio Mix) – 4:12
2. "Alive" (Thunderpuss Club Mix) – 8:51
3. "Alive" (Thunderpuss Tribe-A-Pella) – 7:50

U.S. double A-side CD single z "I'm Gonna Be Alright" (Track Masters Remix)
1. "I'm Gonna Be Alright" (Track Masters Remix featuring Nas) – 2:52
2. "I'm Gonna Be Alright" (Track Masters Remix) – 3:14
3. "I'm Gonna Be Alright" (Track Masters Remix Instrumental) – 3:14
4. "Alive" (Thunderpuss Club Mix) – 8:51
5. "Alive" (Thunderpuss Tribe-A-Pella) – 7:50

## Pozycje na listach przebojów
| Lista (2002)                                | Najwyższa pozycja |
| ------------------------------------------- | ----------------- |
| U.S. Billboard Hot Dance Club Play          | 2                 |
| U.S. Billboard Hot Dance Singles Sales      | 1                 |
| U.S. Billboard Adult Contemporary           | 18                |
| U.S. Billboard Latin Tropical/Salsa Airplay | 36                |